# George Wells Beadle
George Wells Beadle (Wahoo, 22. listopada 1903. – Pomona, 9. lipnja 1989.), američki biolog (genetičar).
Otkrio je da geni djeluju tako da upravljaju specifičnim kemijskim procesima. Jedan je od trojice dobitnika Nobelove nagrade za medicinu za 1958. godinu.

## Vanjske poveznice
- Životopis na službenim stranicama Nobelove nagrade